# 图书馆管理
图书馆管理爲校对账单、给具体的书或媒体编上图书馆内部的号码、盖章。
- 书款入账、书籍保护（过塑、换硬封皮）
- 期刊护理：每年的期刊装订，期刊编号、盖章
- 编入OPAC（公共电子书目）
- 根據一種特定的圖書分類分類方式將圖書分門別類，將書籍以圖書分類法編號按排列次序放上書架。

## 书籍使用
经过以上的工作步骤。新到的媒体，就可以用于借阅了。但图书使用中也包括一些具体的管理细节，
- 图书馆使用守则（检索方法、借阅方法、提前预定、过期警告等）
- 定期的连续性的向读者介绍图书馆的使用方法
- 读者咨询、复印、远程借阅
- 图书馆布局

## 狭义上的图书馆管理
- 预算、财务计划、费用支配
- 工作人员管理
- 统计
- 计算机和软件应用

## 请参阅

### 其他常用圖書分類法
- 杜威十進位圖書分類法
- 美國國會圖書館圖書分類法
- 中國圖書分類法（由賴永祥中文圖書分類法繼承）
- 中国图书馆图书分类法1999年第四版已改名為《中國圖書館分類法》（CLC）
- 通用十進位圖書分類法